# Dăneasa
Dăneasa is een Roemeense gemeente in het district Olt.
Dăneasa telt 3685 inwoners.